# Pólis Chrysochoús
Pour les articles homonymes, voir Polis (homonymie).
Pólis (katharévousa : Πόλις) ou, comme elle est connue à Chypre, Póli (grec moderne : Πόλη, « Ville »), ou encore Chrysochoú (Χρυσοχού), en forme longue Póli Chrysochoús ou Pólis Chrysochoús (Πόλη (της) Χρυσοχούς ou Πόλις (της) Χρυσοχούς ; turc : Poli), est une petite ville au nord-ouest de l'île de Chypre, au centre de la baie de Chrysochoús (el), et sur le bord de la péninsule et la réserve naturelle d'Akamas.
C'est une cité très ancienne, qui a eu plusieurs implantations proches les unes des autres et qui s'est appelée notamment Marion, mais aussi Arsinoé. C'est aujourd'hui une  station touristique calme, les habitants complétant leurs revenus par des activités agricoles et de la pêche.
Pólis est desservie par le port de pêche de Latchi. Un de ses atouts est sa proximité de la péninsule d'Akamas, et de ses paysages.

## Histoire
Marion (grec moderne : Μάριον), le nom original de cette cité, est déjà habitée à la fin du Néolithique et à travers la période chalcolithique. La cité commence à prospérer dans la période cypro-archaïque, et devient l'une des plus importantes et des plus anciennes villes de l'île. Les cités-royaumes de Chypre de la période classique ont d'importantes relations commerciales avec le Moyen-Orient, les îles de la mer Égée, l'Attique et Corinthe. 
En Égypte, à Médinet Habou ou dans les temples d'Abou Simbel, des inscriptions du XIIe siècle av. J.-C., se réfèrent à Chypre. Les noms des cités chypriotes  mentionnées comprennent Marion. Une autre référence à Marion date de 449 avant J.-C.. La cité-royaume, comme d'ailleurs d'autres cités-royaumes de Chypre, est sous la domination perse. Mais, Cimon, le général athénien, libère la ville de l'emprise perse. Plus tard, les géographes anciens parlent de Marion Ellinikon ou l'hellénique Marion. Le Royaume est riche en or et en cuivre , un minerai extrait principalement dans les environs de Limni Mines. C'est cette richesse naturelle qui  conduit la ville à une période de commerce florissant, surtout avec Athènes, qui, à son tour, exporte beaucoup de pots de stockage à Marion. Des exemples de ces poteries peuvent être examinés au Musée Archéologique.
En 312 avant J.-C., la dure bataille de Chypre entre les successeurs d'Alexandre le Grand, Antigone, et Ptolémée laisse Marion détruite. Ptolémée, qui l'emporte finalement, dévaste la ville dont le roi avait pris parti pour Antigone, et transfère ses habitants à Paphos. Plus tard, un autre membre de la dynastie des Ptolémée, Ptolémée II Philadelphe, fonde une nouvelle ville à proximité des ruines de Marion, et lui donne le nom de sa femme, Arsinoé. La ville, plus réduite que Marion, sous son nouveau nom,  prospère au cours de la période hellénistique et romaine. Au début de la christianisation, la cité devient le siège d'un évêché,. Puis il y a peu de mention de la ville jusqu'à la fin du Moyen Âge quand il a été fait référence à Chrysochoús et, plus tard, Pólis Chrysochoús. De nos jours, la ville est le centre administratif de la région.

## Fouilles archéologiques
Les fouilles archéologiques de la région ont d'abord été entreprises par une expédition suédoise sur Chypre entre 1927 et 1931. Elles ont repris en 1983, menées cette fois par des équipes de l'université de Princeton, notamment sur des vestiges de sanctuaires des VIIe et VIe siècles av. J.-C., et sur des traces plus éparses de périodes antérieures. Les restes domestiques détectés se sont très mal conservés dans des dépôts peu profonds. Des traces d'échanges commerciaux ont également été mis en évidence. La structure politique et sociale du royaume indépendant de Marion n'a laissé aucune trace archéologique, mais la similitude des poteries trouvées dans la vallée de Chrysochoú indique une unité géographique cohérente. Un sanctuaire mieux préservé fournit des preuves sur le culte,,,,. En 1971, des fouilles ont également été menées sur les antiques installations portuaires.

## Autres lieux remarquables

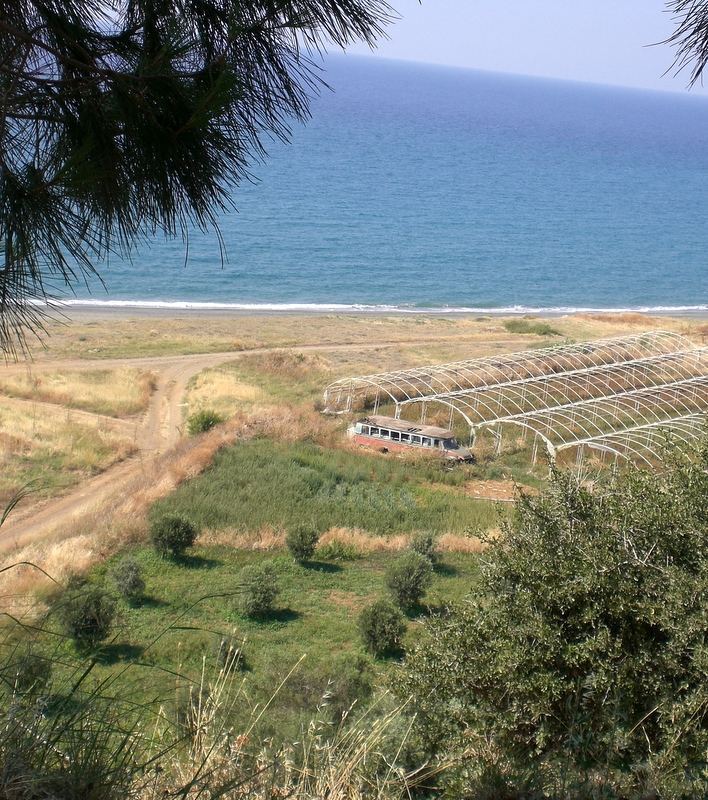
Plage de Pólis.

Le musée local de Marion - Arsinoé à Pólis est fondé en 1998 par le Gouvernement de Chypre et Nicos Shacolas. Le musée se compose de trois espaces d'exposition, les salles I, et II et l'Atrium. Les objets exposés sont classés par ordre chronologique, de façon à représenter le développement historique de l'époque néolithique et chalcolithique à l'époque médiévale. Un autre musée, le centre culturel, ouvre le 15 octobre 2001, et contient une scène de théâtre et une capacité de  400 places assises.
Un des atouts de Pólis est sa proximité de la péninsule d'Akamas, une réserve naturelle de la région, destinée à devenir un parc national, avec ses célèbres bains d'Aphrodite. La promenade le long de ses sentiers dans la nature et les vues panoramiques sur la baie de Chrysochoús sont populaires auprès des habitants et des touristes.

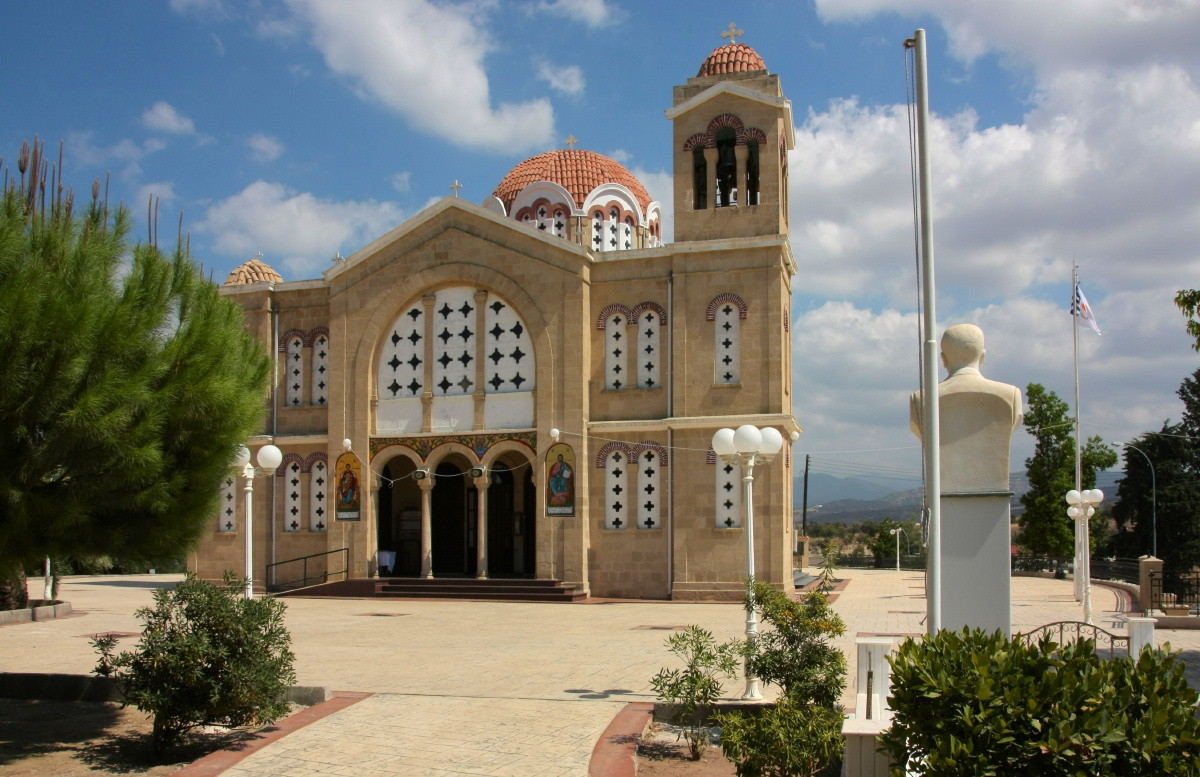
L'église orthodoxe Saint-André-l'Apôtre.

Ces paysages ont inspiré des légendes. La ville serait ainsi proche de l'endroit où Aphrodite, déesse de l'amour et de la beauté, rencontrait son bien-aimé Adonis. Les bains d'Aphrodite, les ruines de la ville médiévale, et du monastère orthodoxe géorgien de Gialia sont situés près de la ville. Au camping de Pólis Chrysochoús, une forêt d'eucalyptus borde la côte.
Il y a plusieurs bâtiments religieux à Pólis Chrysochoús : Agios Kyriaki (1740) construit à l'emplacement d'un ancien temple sacré, Agios Andronikos avec des fresques de l'époque vénitienne (1489-1570), la chapelle orthodoxe Saint-Nicolas située sur la place centrale, et l'église orthodoxe Saint-André-l'Apôtre de style byzantin qui est la plus grande et la plus récente (2003).

## Climat
| Mois                              | jan. | fév. | mars | avril | mai  | juin | jui. | août | sep. | oct. | nov. | déc. | année |
| --------------------------------- | ---- | ---- | ---- | ----- | ---- | ---- | ---- | ---- | ---- | ---- | ---- | ---- | ----- |
| Température minimale moyenne (°C) | 7,9  | 7,3  | 8,6  | 11,1  | 14,7 | 18,8 | 21,6 | 21,8 | 19,3 | 16,3 | 12,4 | 9,4  | 14,1  |
| Température moyenne (°C)          | 12,1 | 11,8 | 13,5 | 16,3  | 20,4 | 24,7 | 27,6 | 27,6 | 24,6 | 21,4 | 17,2 | 13,6 | 19,2  |
| Température maximale moyenne (°C) | 16,4 | 16,3 | 18,5 | 21,5  | 26,1 | 30,5 | 33,5 | 33,3 | 29,9 | 26,5 | 21,9 | 17,8 | 24,3  |
| Précipitations (mm)               | 79,9 | 67,1 | 37,6 | 24,7  | 7,2  | 1,5  | 0,2  | 0    | 4,4  | 21,8 | 55,3 | 94,4 | 394,2 |

| Diagramme climatique                                  |             |             |              |             |             |             |           |             |              |              |             |
| J                                                     | F           | M           | A            | M           | J           | J           | A         | S           | O            | N            | D           |
| 16,47,979,9                                           | 16,37,367,1 | 18,58,637,6 | 21,511,124,7 | 26,114,77,2 | 30,518,81,5 | 33,521,60,2 | 33,321,80 | 29,919,34,4 | 26,516,321,8 | 21,912,455,3 | 17,89,494,4 |
| Moyennes : • Temp. maxi et mini °C • Précipitation mm |             |             |              |             |             |             |           |             |              |              |             |